# 1945년 한국
이 문서는 1945년 한반도에서 일어난 사건을 다룬다.

## 통치자
- 일제강점기 조선
  - 히로히토 천황 (쇼와 20년)
    - 아베 노부유키 조선총독

- 조선인민공화국
  - 이승만 주석
  - 여운형 부주석

- 재조선 미국 육군사령부 군정청
  - 존 하지 사령관
  - 아치볼드 빈센트 아널드 군정장관

## 사건
- 1월 - 조선총독부, 여학생을 대상으로 군수공장에 동원해 군복 깁기와 세탁을 시키고, 국민학생들에게는 솔가지와 솔뿌리, 목화뿌리 채취 지시
- 2월 9일 - 대한민국 임시정부, 나치 독일에 선전포고.
- 3월 10일 - 미 공군 B-29 폭격기의 도쿄 대공습 감행
- 3월 18일 - 일제의 결전교육조치요강 선포로 조선의 국민학교 초등교과 이외의 학교 수업을 4월 1일부터 1년간 정지, 식량증산, 군수생산, 방공방위에 총동원
- 4월 1일 - 미군, 오키나와 상륙. 오키나와 전투 시작.
- 4월 4일
  - 대한민국 임시정부, 중국과 새 군사협정을 체결해 독자 군사행동권 획득
  - 일제, 조선의 주요 도시에 소개령 발표
- 4월 29일 - 일제, 관부연락선에 일반승객 승선 금지
- 5월 22일 - 일제가 전시교육령을 공포, 전 학교에 학도대 조직
- 6월 8일 - 친일단체 조선언론보국회 결성
- 6월 16일 - 일제, 조선국민의용대조직요강 발표
- 7월 - 한국광복군의 국내 탈환작전 결정, 총지휘 이범석
- 7월 20일 - 조선의 기독교 신교파들이 일본기독교 조선교단으로 강제 통합
- 7월 24일 - 경성 부민관에서 열린 대의당 주최 행사에 대한애국청년단원들이 폭탄을 장치, 폭파시킴
- 8월 6일 - 미국이 히로시마에 핵폭탄을 투하.
- 8월 8일 - 소련, 일본에 선전포고하면서 만주를 침공, 북한 웅기 상륙 작전 개시.
- 8월 10일 - 대한민국 임시정부 김구 주석, 중국 시안에서 미군 측 도노반 장군과 한미군사협정 체결
- 8월 12일 - 소련군 만주 전략공세작전으로 한반도의 웅기을 해방.
- 8월 14일 - 여운형, 아베 조선총독의 정권이양 교섭에 동의
- 8월 15일 - 8.15 광복
  - 오전 9시, 조선총독부가 여운형에게 총독부를 이양함.
  - 정오 12시, 일왕의 항복 방송. 한국이 일제 치하에서 벗어나 광복을 맞이함.
  - 소련군의 만주 전략공세작전으로 함경북도 청진에서 일본군과 전투.
- 8월 16일
  - 소련군이 함경북도 청진 점령. 경성으로 온다는 잘못된 소문이 퍼짐.
  - 여운형이 조선건국준비위원회 창설.
- 8월 20일
  - 소련군이 원산에 상륙. 조선총독부가 소련군의 남하 중단으로 여운형을 몰아내고 통치권 이양 취소.
- 8월 22일 - 소련군, 평양 점령.
- 8월 24일 - 한국인 피징용자 3,725명 등을 태우고 마이즈루 항에 정박 중이던 우키시마 호가 원인 모를 폭발로 침몰.
- 9월 2일 - 일본의 공식적인 항복조인식이 거행.
- 9월 6일 - 건국준비위원회 조선인민대표자회의, 조선인민공화국 수립 발표.
- 9월 7일 - 미국 극동사령부, 38선 이남에 대한 군정을 선포.
- 9월 8일 - 하지 중장이 이끄는 미국군, 인천에 상륙.이날 상륙한 부대는 7사단 예하 육군 선발대였다.
- 9월 9일
  - 미국, 서울 점령, 남한에 군정을 실시.
  - 일본 조선총독부, 미군에 정식항복.
  - 조선방송협회, 'KBS'라고 명칭 변경됨.
- 9월 11일 - 남북분단으로 경의선 철도 운행 중단.
- 9월 16일
  - 소련 정치국, 한반도 38선 이북 군정실시 공포.
  - 민족주의 보수세력으로 구성된 한국민주당(한민당) 창당.
- 9월 18일 - 경성부립도서관 종로분관이 서울특별시립 종로도서관으로 격상되었다.
- 9월 20일 - 군정기: 서울에 미군정청 설치. 이때 미군정청은 대한민국을 신탁 통치하는 기간 동안 영어를 공용어화하기로 결정하였다.
- 10월 1일 - 조선체육회(현 대한체육회) 발족(초대 회장 이병학).
- 10월 5일 - 미군정청, 군정장관 고문에 김성수(金性洙) 등 한국인 11명 임명.
- 10월 9일 - 미군정청, 치안유지법 등 12개 일제악법 폐지.
- 10월 10일 - 김일성, 조선공산당 북조선 분국 설치
- 10월 16일 - 이승만이 미국에서 귀국.
- 12월 16일 - 모스크바 삼국 외상 회의 (-三國外相會議) 개최
- 12월 27일 - 신탁통치 오보사건 발생.